# Pottia conica
Pottia conica là một loài rêu trong họ Pottiaceae. Loài này được (Schleich. ex Schwägr.) Nyholm mô tả khoa học đầu tiên năm 1989.